# رباط مهر
رباط مهر هو رباط تاريخي يعود إلى عصر القاجاريون، ويقع في مقاطعة داورزن.